# Batalla de Mucellium
La batalla de Mucellium fue un enfrentamiento realizado en 542 cerca de Mugello, Italia, entre los ostrogodos y bizantinos durante la Guerra Gótica. Después de levantar el asedio de Florencia, los ostrogodos liderados por Totila hicieron frente a la persecución bizantina, derrotándolos a pesar de su inferioridad numérica.
Después de su éxito contra los bizantinos en la batalla de Faventia en la primavera italiana de 542, Totila envió parte de sus tropas para atacar a Florencia. Justino, el comandante bizantino de Florencia, había llevado a cabo una inadecuada defensa de la ciudad contra el asedio, y rápidamente pidió la ayuda a los demás comandantes bizantinos de la zona: Juan, Besas y Cipriano. Reunieron sus fuerzas y llegaron en socorro de Florencia. En respuesta, los godos levantaron el asedio y se retiraron hacia el norte, a la región de Mucellium (la actual Mugello). Los bizantinos los persiguieron, con Juan y sus tropas lidearando la persecución y el resto del ejército siguiéndoles detrás. De pronto, los godos se precipitaron sobre los hombres de Juan desde lo alto de una colina. Los bizantinos inicialmente resistieron, pero pronto se extendió el rumor de que su general había caído, tras lo cual rompieron filas y huyeron hacia la fuerza bizantina principal ubicada detrás. Su pánico, sin embargo, sorprendió a estos, y todo el ejército bizantino se dispersó en desorden. Los godos tomaron muchos prisioneros, que fueron tratados bien e incluso persuadidos a unirse al ejército godo, mientras que los generales bizantinos huyeron a reductos aislados (Besas a Spoleto, Justino regresó a Florencia, Cipriano a Perugia y Juan a Roma), y en adelante no volvieron a cooperar en la lucha contra los godos.